# パヴェウ・ブロジェク
パヴェウ・ウカシュ・ブロジェク（Paweł Łukasz Brożek, 1983年4月21日- ）は、ポーランド・キェルツェ出身の元サッカー選手で元ポーランド代表。現役時代のポジションはセンターフォワード。双子のピョートル (en) も同じくサッカー選手でポーランド代表としてプレーした。

## クラブ経歴

### ヴィスワ・クラクフ
1992年に双子のピョートル (en) と共にポロニア・ビャウォゴン・キェルツェでキャリアを始め、1998年にSMSザブジェに移籍し、半年後にピョートルと共にヴィスワ・クラクフに入団した。
1999年9月2日のエクストラクラサ・カップでプロ初出場を飾った後は、2001年4月8日のグールニク・ザブジェ戦でリーグ初出場を飾り、21日のオドラ・ヴォジスワフ (en) 戦で初得点を記録。同年5月に契約を10年もの長期延長し、同2000-01シーズンにリーグ優勝を経験し、2002年に2部へ一旦貸し出されて半年後に復帰すると、2002-03シーズンのリーグタイトルを獲得した。2004年から1年半の期限付き移籍したGKSカトヴィツェで活躍を見せていたところ、同年12月にウェストハム・ユナイテッドFCのトライアルに双子のピョートルと共に招待された。カトヴィツェではシーズン終了までの滞在の予定だったものの、保有元のヴィスワ・クラクフに新就任したヴェルネル・リチカ (en) 監督の意向により2005年1月に復帰が決定し、同2004-05シーズンのリーグタイトルを獲得した。翌2005-06シーズンは、定位置を掴んで30試合13得点を挙げる活躍を見せ、2006-07シーズンにUEFAカップ2006-07でグループリーグのASナンシー、FCバーゼル、フェイエノールト相手に合計4得点を挙げて国際舞台でも力を示すと、2007年1月にフランス1部のナンシーから獲得の打診がなされた。その後、ナンシー側がユースフ・ハッジを獲得したことで話は立消えとなったものの、変わらずに得点を量産していき、2007-08シーズンのリーグ戦では27試合23得点といった得点力を発揮してチームを優勝に導くと共に自身は得点王に輝いた。その活躍は、かつてのチームの点取り屋で得点王であるマチェイ・ジュラフスキ、トーマス・フランコフスキーの後継者と目される程だった。さらに、翌2008-09シーズンも再度リーグ優勝と得点王のタイトルを獲得した。

### 国外
トラブゾンスポル
ヴィスワ・クラクフでは王と呼ばれる程の地位を築いてる中、2011年1月5日に双子のピョートルと共にトルコ1部のトラブゾンスポルと2年半契約を締結した。初出場となった1月26日にテュルキエ・クパスのベシクタシュJK戦ではバックヒールパスでアランジーニョ (en) の得点をアシストする幸先の良いスタートを切り、最終的に2得点2アシストで準優勝に貢献した。しかし、翌2011-12シーズンになるとシェノル・ギュネシュ監督は、ブラク・ユルマズを重用し、そのブラクも期待に応えるように得点を量産していったために、ブロジェクは先発争いに破れて出場機会が限られたものとなった。
セルティック
2012年1月29日にスコットランド1部の強豪セルティックFCへシーズン終了までの期限付き移籍に合意し、翌日に健康診断に合格して正式にセルティックと契約を締結。2012年2月8日のハート・オブ・ミドロシアンFC戦 (4-0) でスコット・ブラウンに代わって後半から初出場を飾った。かつてセルティックに在籍した同胞ジュラフスキのような活躍を期待されていたものの、力を示すことが出来ずに僅か3試合の出場にとどまり、契約満了に伴って保有元のトラブゾンスポルへ復帰した。

### ヴィスワ・クラクフ復帰
トラブゾンスポル退団後に移籍したスペイン2部のレクレアティーボ・ウェルバでも活躍することが出来ず、2013年7月26日に古巣のヴィスワ・クラクフと契約した。また、それから数ヶ月後に双子のピョートルも加入してきたことで再度共にプレーすることとなった。2019-20シーズン終了後、現役を引退した。

## 代表経歴

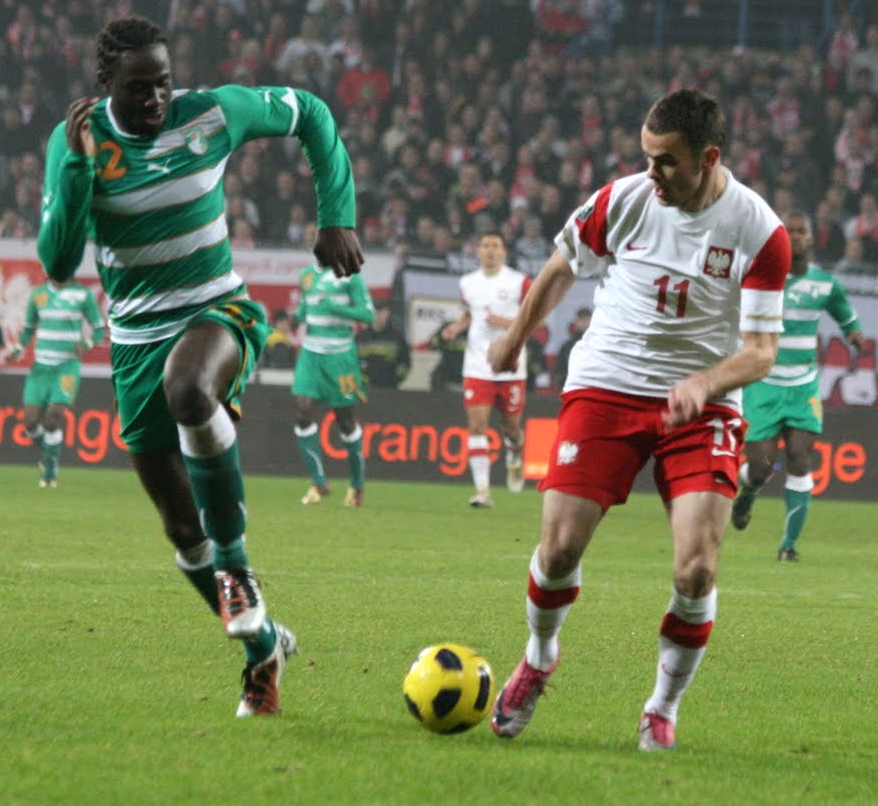
コートジボワール戦でのブロジェク

世代別代表としてはU-15から招集され、1999年に1999 FIFA U-17世界選手権に出場。2000年にはUEFA U-16欧州選手権に出場し、また同年のヴァーツラフ・ヤジェック大会では6得点で得点王となってチームを優勝に導いている。翌2001年に参加したUEFA U-18欧州選手権では、1982年生まれの中でブロジェク1人だけがチーム内で最年少の1983年生まれだったものの、全試合先発出場して初優勝に貢献した。2004年から2006年に掛けて行われたUEFA U-21欧州選手権予選では、U-21オーストリア戦でハットトリックを達成するなど、8試合で9得点を挙げるというパフォーマンスを示したものの、U-21ドイツ、U-21イングランドに次いで3位という結果に終わったため本戦出場は叶わなかった。
国際Aマッチデー外や負傷を理由に相次ぐフォワード陣の離脱により、パヴェウ・ヤナス (en) 監督の下でメキシコとの親善試合へ向けて招集され、2005年4月27日の同試合で初出場・初得点を記録した。その後、2006 FIFAワールドカップ・ヨーロッパ予選で最多得点を挙げたトーマス・フランコフスキーに代わって予想外の選出となった2006 FIFAワールドカップではグループリーグ3試合に出場こそしたものの、全試合共に途中出場無得点に終わり、UEFA EURO 2012でも得点を挙げることは出来なかった。

## 代表歴

### 出場大会
- ポーランド代表
  - 2006 FIFAワールドカップ

### 試合数
- 国際Aマッチ 38試合 9得点（2005年-2014年）[21]

| ポーランド代表 | 国際Aマッチ | 国際Aマッチ |
| 年             | 出場        | 得点        |
| -------------- | ----------- | ----------- |
| 2005           | 2           | 1           |
| 2006           | 5           | 0           |
| 2007           | 2           | 0           |
| 2008           | 5           | 1           |
| 2009           | 6           | 1           |
| 2010           | 3           | 2           |
| 2011           | 9           | 3           |
| 2012           | 4           | 0           |
| 2013           | 1           | 0           |
| 2014           | 1           | 1           |
| 通算           | 38          | 9           |

## タイトル
クラブ
ヴィスワ・クラクフ
- ジュニアサッカー選手権 : 2000
- エクストラクラサ : 2000-01, 2002-03, 2003-04, 2004-05, 2007-08, 2008-09, 2010-11
- ポーランド・カップ : 2001-02, 2002-03
- エクストラクラサ・カップ（英語版） : 2000-01
- ポーランド・スーパーカップ（英語版） : 2001

代表
U-19ポーランド代表
- UEFA U-18欧州選手権 : 2001

個人
- エクストラクラサ得点王 : 2007-08, 2008-09
- ポーランド年間最優秀選手賞（英語版） 国内リーグ所属選手部門 : 2008